# Silesià
El silesià o alt silesià (en silesià: ślůnsko godka, en polonès: język śląski, en txec: slezština) és una llengua eslava occidental de Silèsia. El seu codi és ISO 639-3: szl.

## Distribució
Els parlants de l'idioma silesià habiten a la regió de l'Alta Silèsia, situada entre el sud-oest de Polònia i el nord-est de la República Txeca. Actualment, el silesià és parlat sovint a l'àrea entre la frontera històrica de Silèsia a l'est, i una línia de Syców fins a Prudnik a l'oest, així com a l'àrea de Rawicz (Khazaks). Fins al 1945 el silesià va ser parlat també a enclavaments de la Baixa Silèsia, com el baix silesià va ser parlat per la majoria ètnica alemanya en aquella regió.
D'acord amb l'últim cens a Polònia (2021), al voltant de 460.000 persones van declarar que el silesià era la seva llengua principal, mentre que al cens de 2011, ho havien declarat al voltant de 509.000 En els censos de Polònia, la República Txeca i Eslovàquia, prop de 900.000 persones van declarar-se de nacionalitat silesiana; l'Alta Silèsia té gairebé cinc milions d'habitants, amb la gran majoria a la part polonesa parlant polonès i txec a la part txeca i es declaren polonesos a la primera i txecs a la segona.

## Escriptura
Hi ha hagut nombrosos intents de codificar el silesià. Un dels primers alfabets creats fou l'alfabet silesià de Steuer. El seguiren el Tadzikowy muster, l'alfabet fonètic silesià i una adaptació de l'alfabet polonès pel silesià.

### Alfabet de Steuer
Fou un dels primers alfabets creats específicament pel silesià. L'escriptor Feliks Steuer l'emprà per escriure els seus poemes. L'abecedari constava de trenta grafemes i vuit dígrafs.
Lletres: A, B, C, Ć, D, E, F, G, H, I, J, K, L, Ł, M, N, Ń, O, P, R, S, Ś, T, U, Ů, W, Y, Z, Ź, Ż.
Dígrafs: Au, Ch, Cz, Dz, Dź, Dż, Rz, Sz.

### Tadzikowy muster
La variant denominada tadzikowy muster fou introduïda a la dècada dels anys noranta. Fou creada per Ted Jeczalik (Tadzik Jeczalik, Tadeusz Jaczalik). Aquest alfabet es basa en l'alfabet estàndard llatí (compatible amb l'ISO), i consta de vint-i-sis lletres i tretze dígrafs i dos trígrafs. En lloc d'emprar signes diacrítics es col·loca un apòstrof darrere de la lletra.
Lletres: A, B, C, D, E, F, G, H, I, J, K, L, M, N, O, P, Q, R, S, T, U, V, W, X, Y, Z.
Dígrafs: c', ci, l', n', ni, oo, rz, s', si, z', zi, dz, dz'.
Trígrafs: dzi, drz.

### Alfabet fonètic silesià
El 2006 es va proposar un nou alfabet pel silesià. Consisteix en trenta-dos grafemes i quatre dígrafs. Aquesta modalitat s'empra entre altres per escriure la viquipèdia en silesià.
Lletres: A, B, C, Ć, Č, D, E, F, G, H, I, J, K, L, M, N, Ń, O, P, R, Ř, S, Ś, Š, T, U, Ů, W, Y, Z, Ź, Ž
Dígrafs: Ch, Dz, Dź, Dž.

### Alfabet polonès pel silesià
El silesià també s'escriu amb una adaptació de l'alfabet polonès, el qual conté trenta grafemes i set dígrafs.
Lletres: A, B, C, Ć, D, E, F, G, H, I, J, K, L, Ł, M, N, Ń, O, Ó, P, R, S, Ś, T, U, W, Y, Z, Ź, Ż. També de vegades s'inclou Ą ą.
Dígrafs: Ch, Cz, Dz, Dź, Dż, Rz, Sz
El seu ús té una àmplia extensió. A Polònia, a les escoles s'ensenya el silesià amb esta modalitat.
Escriure amb aquest alfabet té els seus inconvenients, ja que un mateix so es pot escriure de diverses formes i d'altra banda hi ha un risc de perdre una característica del silesià pel fet que en polonès no es distingeix les dues realitzacions de la o.

### Taula comparativa
| A. fonètic | A. Steuer | A. tadzikowy muster | A. polonès       | AFI      |
| --- | --------- | ------------------- | ---------------- | -------- |
| A a | A a       | A a                 | A a              | /a/      |
| B b | B b       | B b                 | B b              | /b/      |
| C c | C c       | C c                 | C c              | /ʦ͡/      |
| Ć ć | Ć ć       | Ci ci               | Ć ć Ci ci        | /ʨ͡/      |
| Č č | Cz cz     | C' c'               | Cz cz            | /tʂ͡/     |
| Ch ch | Ch ch     | Ch ch               | Ch ch            | /x/      |
| D d | D d       | D d                 | D d              | /d/      |
| E e | E e       | E e                 | E e              | /ɛ/, /e/ |
| F f | F f       | F f                 | F f              | /f/      |
| G g | G g       | G g                 | G g              | /g/      |
| H h | H h       | H h                 | H h              | /x/      |
| I i | I i       | I i                 | I i              | /i/      |
| J j | J j       | J j                 | J j              | /j/      |
| K k | K k       | K k                 | K k              | /k/      |
| L l | L l       | L l                 | L l              | /l/      |
| — | Ł ł       | L' l'               | Ł ł              | /w/      |
| M m | M m       | M m                 | M m              | /m/      |
| N n | N n       | N n                 | N n              | /n/      |
| Ń ń | Ń ń       | N' n'               | Ń ń Ni ni        | /ɲ/      |
| O o | O o       | O o                 | O o              | /ɔ/      |
| P p | P p       | P p                 | P p              | /p/      |
| R r | R r       | R r                 | R r              | /r/      |
| Ř ř | Rz rz     | Rz rz               | Rz rz            | /ʐ/      |
| S s | S s       | S s                 | S s              | /s/      |
| Ś ś | Ś ś       | Si si               | Ś ś Si si        | /ɕ/      |
| Š š | Sz sz     | S' s'               | Sz Sz            | /ʂ/      |
| T t | T t       | T t                 | T t              | /t/      |
| U u | U u       | U u                 | U u              | /u/      |
| Ů ů | Ů ů       | Oo oo               | O o* Ó ó U u Ą ą | /o/      |
| W w | W w       | W w                 | W w              | /v/      |
| Y y | Y y       | Y y                 | Y y              | /ɨ/      |
| Ź ź | Zi zi     | Ź ź                 | Ź ź Zi zi        | /ʑ/      |
| Ž ž | Ż ż       | Z' z'               | Ż ż              | /ʐ/      |
| Notes: Els caràcters amb fons taronja no es consideren lletres. L'ordre d'esta taula és el de l'alfabet fonètic silesià. * No hi ha una notació clara per a la ů. La paraula ślůnsk ("silesià") pot escriure's com ślonsk, ślónsk, ślunsk i fins i tot śląsk (tot i que les vocals nasals són inexistents en silesià) |           |                     |                  |          |

## Exemple
Primer article de la Declaració Universal dels Drets Humans en silesià, polonès i txec:
| Silesià | Polonès | Txec |
| --- | --- | --- |
| Wšyjske ludźe rodzům śe swobodne a růwne we swojim werće a prawach. Sům uůne uobdařůne filipym a sůmńyńym a majům powinność wzglyndym inkšych jak brat s bratym postympować. | Wszyscy ludzie rodzą się wolni i równi pod względem swej godności i swych praw. Są oni obdarzeni rozumem i sumieniem i powinni postępować wobec innych w duchu braterstwa. | Všichni lidé se rodí svobodní a sobě rovní co do důstojnosti a práv. Jsou nadáni rozumem a svědomím a mají spolu jednat v duchu bratrství. |

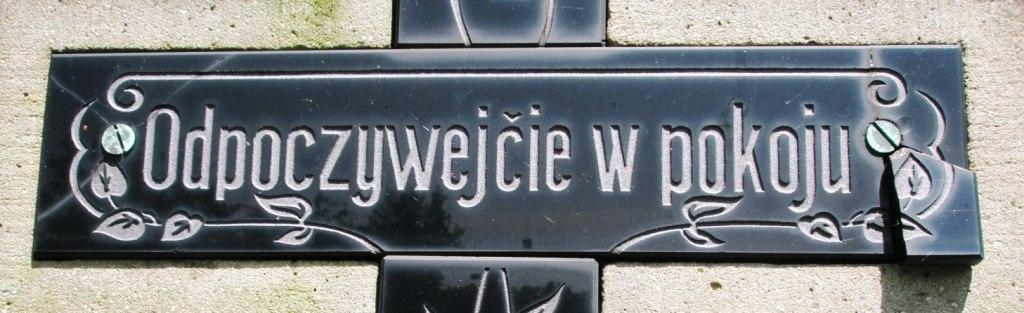
Inscripció en un cementiri luterà on es llig "Descansa en pau".